# El pacient anglès
El pacient anglès (títol original en anglès: The English Patient) és una pel·lícula estatunidenca dirigida per Anthony Minghella estrenada el 1996, que va aconseguir nou Oscars.
Aquesta pel·lícula ha estat doblada al català. La pel·lícula està basada sobre la novel·la amb el mateix títol de l'escriptor burgher Michael Ondaatje.

## Argument
Un home és salvat de les flames del seu avió per uns nòmades. És lliurat greument ferit als aliats. Incapaç de recordar la seva identitat és inscrit sota el nom de «pacient anglès». Arriba a la Toscana (Itàlia) el 1944, i una de les infermeres, Hana (Juliette Binoche), que ja no suporta veure morir més amics, obté del seu superior el dret d'instal·lar-se en un monestir abandonat per ocupar-se dels últims dies del pacient anglès.

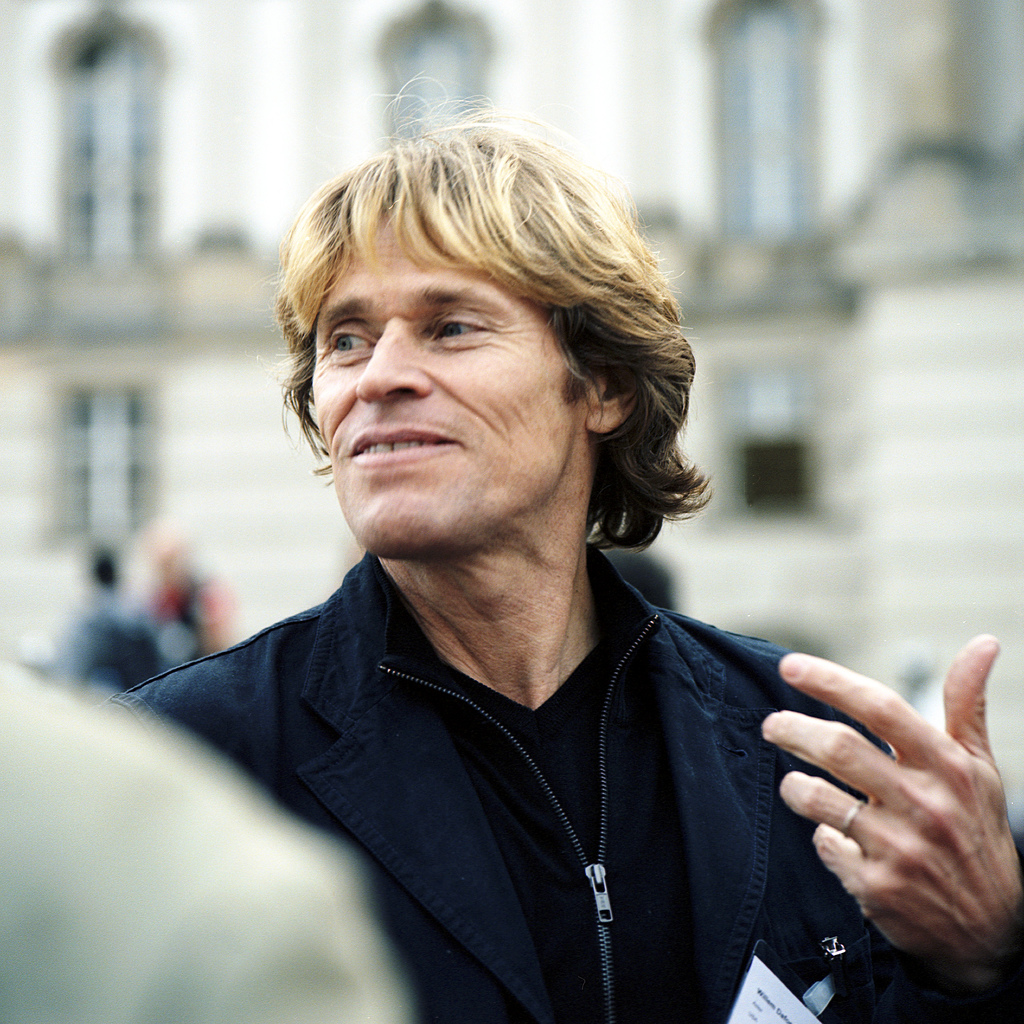
Willem Dafoe, que fa de Caravaggio.

La memòria del pacient és refrescada per la lectura d'un llibre d'Heròdot que porta a sobre, i per l'arribada d'un espia aliat (Willem Dafoe), que sembla saber qui és. Lentament les peces del seu passat s'ajunten, i es va desenvolupant el melodrama tràgic del Comte Almasy i Katherine Clifton.
Anthony Minghella (que guanyà l'Oscar al millor director) aconsegueix ordir sense costures la història d'aventures al desert, la d'un amor condemnat, i la d'una guerra, mantenint l'interès en cada personatge.
Totes les escenes són fotografiades amb una gran sensibilitat, especialment les vistes aèries, que són impressionants i algunes imatges passaran la prova de temps en el món del cinema. Va guanyar un total de nou Premis Oscars.

## Repartiment
- Ralph Fiennes: Almásy
- Willem Dafoe: Caravaggio
- Kristin Scott Thomas: Katharine Clifton
- Colin Firth: Geoffrey Clifton, marit de Katharine
- Jürgen Prochnow: major Müller de l'exèrcit alemany
- Juliette Binoche: Hana, la infermera canadenca
- Naveen Andrews: tinent Kip Singh
- Torri Higginson: Mary, una altra infermera
- Kevin Whately: sergent Hardy, subordinat de Singh

## Premis i nominacions

### Premis
- 1997: Oscar a la millor pel·lícula
- 1997: Oscar al millor director per Anthony Minghella
- 1997: Oscar a la millor actriu secundària per Juliette Binoche
- 1997: Oscar a la millor banda sonora per Gabriel Yared
- 1997: Oscar a la millor fotografia per John Seale
- 1997: Oscar a la millor direcció artística per Stuart Craig
- 1997: Oscar al millor vestuari per Ann Roth
- 1997: Oscar al millor muntatge per Walter Murch
- 1997: Oscar al millor so per Walter Murch, Mark Berger, David Parker, Chris Newman
- 1997: Globus d'Or a la millor pel·lícula dramàtica
- 1997: Globus d'Or a la millor banda sonora original per Gabriel Yared
- 1997: BAFTA a la millor pel·lícula
- 1997: BAFTA a la millor actriu secundària per Juliette Binoche
- 1997: BAFTA al millor guió adaptat per Anthony Minghella
- 1997: BAFTA a la millor música per Gabriel Yared
- 1997: BAFTA a la millor fotografia per John Seale
- 1997: BAFTA al millor muntatge per Walter Murch
- 1997: Os de Plata a la millor interpretació femenina per Juliette Binoche
- 1998: Grammy a la millor composició instrumental escrita per pel·lícula o televisió per Gabriel Yared

### Nominacions
- 1997: Oscar al millor actor per Ralph Fiennes
- 1997: Oscar a la millor actriu per Kristin Scott Thomas
- 1997: Oscar al millor guió adaptat per Anthony Minghella
- 1997: Globus d'Or al millor director per Anthony Minghella
- 1997: Globus d'Or al millor actor dramàtic per Ralph Fiennes
- 1997: Globus d'Or a la millor actriu dramàtica per Kristin Scott Thomas
- 1997: Globus d'Or a la millor actriu secundària per Juliette Binoche
- 1997: Globus d'Or al millor guió per Anthony Minghella
- 1997: BAFTA al millor director per Anthony Minghella
- 1997: BAFTA al millor actor per Ralph Fiennes
- 1997: BAFTA a la millor actriu per Kristin Scott Thomas
- 1997: BAFTA a la millor direcció artística per Stuart Craig
- 1997: BAFTA al millor vestuari per Ann Roth
- 1997: BAFTA al millor so per Mark Berger, Pat Jackson, Walter Murch, Christopher Newman, David Parker i Ivan Sharrock
- 1997: BAFTA al millor maquillatge per Fabrizio Sforza i Nigel Booth
- 1997: Os d'Or
- 1998: César a la millor pel·lícula estrangera
- 1998: Goya a la millor pel·lícula europea